# Ivo Josipović
Ivo Josipović (Zágráb, 1957. augusztus 28.) 2010. február 18-tól 2015. február 15-ig Horvátország elnöke volt. Egyetemi tanárként, bíróként és zeneszerzőként dolgozott. A Szociáldemokrata Párt nevében a horvát parlament tagja volt.
2009. december 27-én Josipović több szavazatot szerzett, mint 11 riválisa (32,4%), és a 2010. január 10-én tartott második szavazási fordulóban kvalifikálta magát Milan Bandić független jelölt ellen.
Ivo Josipović a választási kampány előtt viszonylag ismeretlen volt a nagyközönség előtt Horvátországban, de megnyerte a választást. Kampányának fő gondolata a Nova Pravednost ("Új igazságszolgáltatás") volt, amely új jogi és társadalmi keret kialakítását szorgalmazta a társadalmi igazságtalanság, a korrupció és a szervezett bűnözés kérdéseinek kezelésére.
A 2015. január 11-én tartott elnökválasztás második fordulójában Kolinda Grabar-Kitarović konzervatív jelölttel szemben vereséget szenvedett.